# Geschichte der Tonwarenindustrie in Marwitz

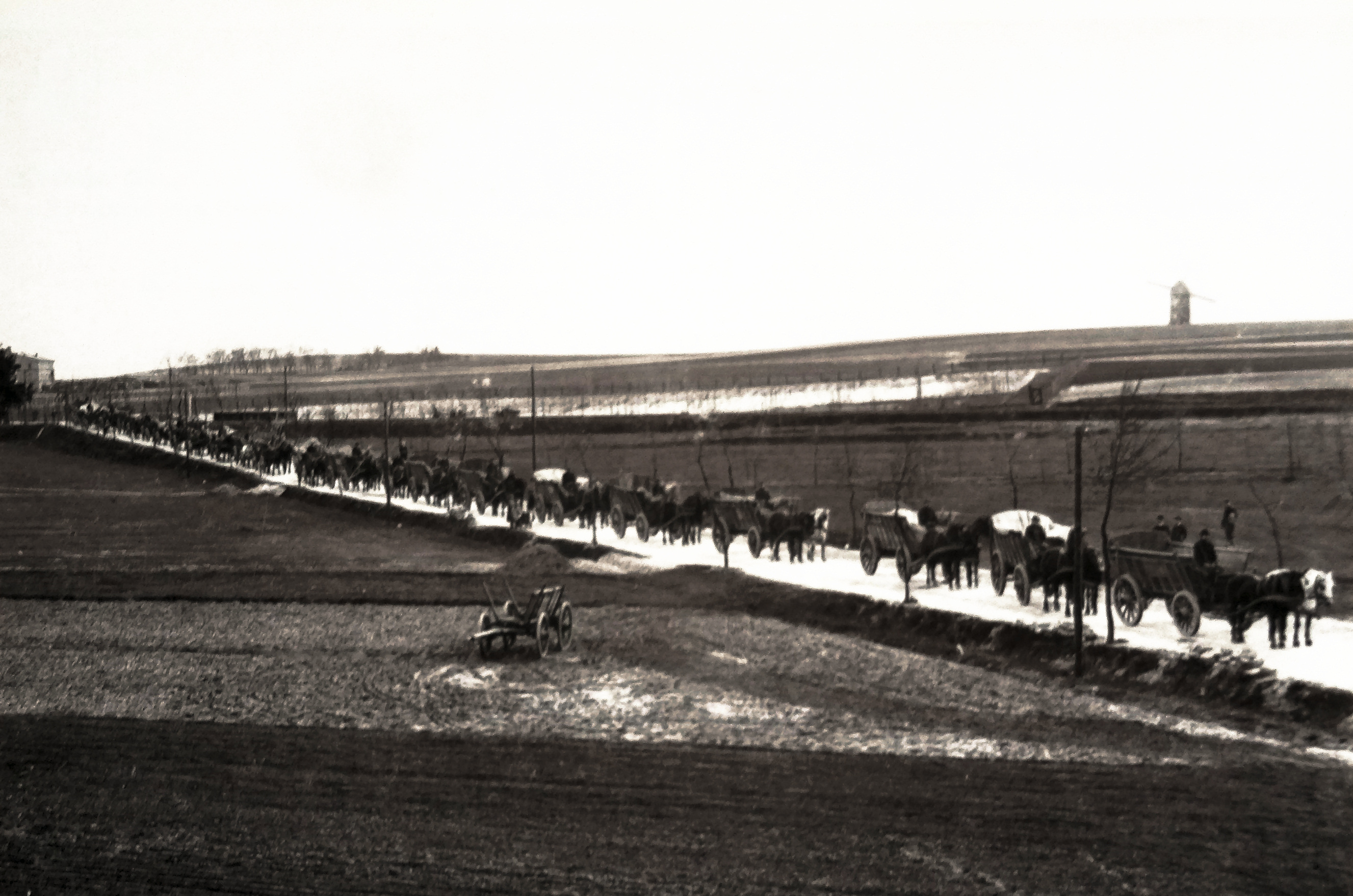
Tonwarentransport auf der früheren Triftstraße in Marwitz, 1905

Die Geschichte der Tonwarenindustrie in Marwitz beschreibt die Geschichte des Industriezweiges im Ortsteil Marwitz der brandenburgischen Gemeinde Oberkrämer.
Der Aufstieg der Tonwarenindustrie in Velten zog auch eine Fabrikansiedlung im nahen Marwitz nach sich. Dort bestanden 1905 zwei Fabriken mit über 40 Mitarbeitern.

## Ofenfabriken

### Julius Dolatkowsky & Co.
Die nach ihrem Gründer aus Landsberg a. d. Warthe benannte Ofenfabrik Julius Dolatkowsky & Co war auf die Herstellung von Schmelzöfen spezialisiert und konnte sich bis zur Enteignung 1972 halten.

### Ofenfabrik Wuntke, Wendland & Co.
Die vor 1890 erbaute Ofenfabrik der Gründungsfirma Wuntke, Wendland & Co ist die letzte der in Velten und Marwitz noch betriebenen Keramikfabriken. Sie steht unter Denkmalschutz und ist eingetragen in der Denkmalliste des Landes Brandenburg.
Das Fabrikgebäude wurde zur Herstellung von weiß glasierten Öfen aus den sogenannten Veltener oder Berliner Kacheln errichtet und war auf altdeutsche, runde und achteckige Formen spezialisiert.
1905 waren Gesellschafter Gustav Wundtke aus Marwitz, Karl Wendland aus Bötzow und Otto Brumm, an dessen Stelle später der Töpfer Hermann Netzband aus Marwitz trat. Die Firma ging 1916 in Konkurs.

## Keramikproduzenten

### Gartenkeramik Petry
Die Nachfolgefirma Petry produzierte Gartenkeramik bis etwa 1923.

### Haël-Werkstätten für Künstlerische Keramik
Von 1923 bis zur vorläufigen Stilllegung am 1. Juli 1933 war die Marwitzer Ofenfabrik Produktionsort der von Gustav und Daniel Loebenstein gegründeten Firma Haël-Werkstätten für Künstlerische Keramik. Beide verstarben an den Folgen ihres Verkehrsunfalls vom 24. August 1928. Die Firma wurde von der künstlerischen Leiterin der Firma, der Witwe von Gustav Loebenstein, Margarete Heymann-Loebenstein weitergeführt. Das international erfolgreiche Unternehmen wurde infolge wirtschaftlicher Schwierigkeiten und der zunehmenden Ausgrenzung der jüdischen Besitzerin nach der Machtergreifung der Nationalsozialisten am 1. Juli 1933 stillgelegt und am 26. April 1934 an den Generalsekretär des Reichsverbandes des deutschen Handwerks, Heinrich Schild verkauft.

### HB-Werkstätten für Keramik

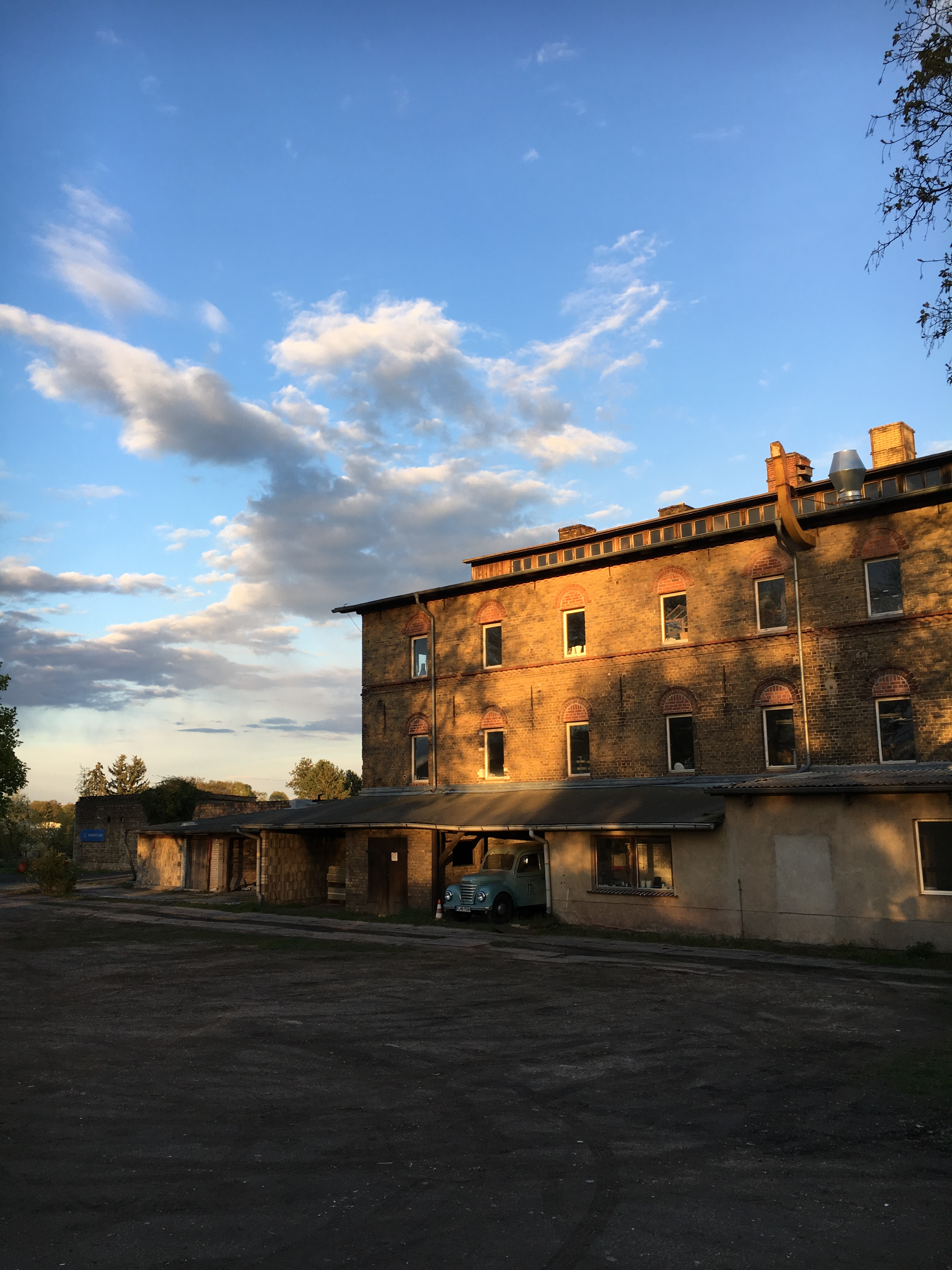
HB-Werkstätten

Am 1. Mai 1934 erfolgte die Neugründung als HB-Werkstätten für Keramik. Der Geschäftsführer Heinrich Schild setzte die Keramikerin Hedwig Bollhagen als künstlerische Leiterin ein. 1938 wurde die G.m.b.H. zur OHG umgewandelt. 
Nach dem Krieg und der Gründung der DDR wurde die Firma im Jahr 1972 verstaatlicht. Hedwig Bollhagen blieb jedoch als künstlerische Leiterin im Unternehmen. Nach der Wiedervereinigung erfolgte 1992 die Reprivatisierung, der Betrieb wurde unter Bollhagens Leitung weiter betrieben und trägt seitdem das Kürzel von Bollhagen im Namen: HB.